# Internationales Cantus MM Musik & Kultur Festival
Das Internationale CANTUS MM Musik & Kultur Festival ist ein Festival für Chöre, Orchester, Musik- und Folkloregruppen in der Stadt Salzburg in Österreich.
Das erste Festival fand 1999 statt; es wird seither jährlich an 4 Tagen im Juni/Juli abgehalten. Veranstaltet wird das Festival durch Chorus MM, einem unabhängigen und gemeinnützigen Verein, der 1998 gegründet wurde. Die künstlerische Leitung hat Jan Steffen Bechtold.
Der Verein Chorus MM fördert Austausch und Verbindung der Kulturen im weltlichen und sakralen Bereich, inkl. der Vermittlung von grundlegendem musikalischen Wissen und der Förderung von musikalischem Talent. Seit 2001 fließt der Reinerlös aller Veranstaltungen des Festivals Benefizzwecken, meist mit Salzburgbezug, zu.

## Festivalorte
- Großer Saal des Mozarteum Salzburg – Festkonzert des Festivals
- Salzburger Dom – Ökumenische Messe mit Beteiligung der teilnehmenden Gruppen
- Mirabellgarten – Freiluft Konzerte